# アンサンブル・ウィーン＝ベルリン
アンサンブル・ウィーン＝ベルリン（Ensemble Wien-Berlin）は、ウィーンとベルリンの主要オーケストラで活躍する管楽器奏者による木管五重奏団。奏者を加えて木管五重奏以外の編成をとることもある。

## 概要
1983年に、ウィーン・フィルハーモニー管弦楽団首席フルート奏者のヴォルフガング・シュルツ、同首席ホルン奏者のギュンター・ヘーグナー、ベルリン・フィルハーモニー管弦楽団首席クラリネット奏者のカール・ライスター、同首席オーボエ奏者のハンスイェルク・シェレンベルガー、およびウィーン交響楽団首席ファゴット奏者のミラン・トゥルコヴィチによって結成された。
1999年にライスターとヘーグナーが退団し、代わりにウィーン・フィル首席クラリネット奏者のノーベルト・トイブル、およびベルリン・フィル首席ホルン奏者のシュテファン・ドールが参加した。
2013年にシュルツの逝去および創立30周年を機に大幅にメンバーが交代。ウィーン・フィルのソロ・フルート奏者のカール＝ハインツ・シュッツ、ベルリン・フィル首席オーボエ奏者のジョナサン・ケリー、ベルリン・フィル首席クラリネット奏者のアンドレアス・オッテンザマー、ウィーン響首席ファゴット奏者のリヒャルト・ガラーが参加し、引き続き在籍するドールとともに現在のメンバー構成となった。

## メンバー構成

### 結成時のメンバー（1983年 - 1999年）
- ヴォルフガング・シュルツ（フルート）
- ハンスイェルク・シェレンベルガー（オーボエ）
- カール・ライスター（クラリネット）
- ギュンター・ヘーグナー（ホルン）
- ミラン・トゥルコヴィチ（ファゴット）

### 第2期のメンバー（1999年 -2013年）
- ヴォルフガング・シュルツ（フルート）
- ハンスイェルク・シェレンベルガー（オーボエ）
- ノーベルト・トイブル（クラリネット）
- シュテファン・ドール（ホルン）
- ミラン・トゥルコヴィチ（ファゴット）

### 現在のメンバー（2013年 - ）
- カール＝ハインツ・シュッツ（フルート）
- ジョナサン・ケリー（オーボエ）
- アンドレアス・オッテンザマー（クラリネット）
- シュテファン・ドール（ホルン）
- リヒャルト・ガラー（ファゴット）